# توماس إم. ويد
توماس إم. ويد هو سياسي أمريكي، ولد في 24 أكتوبر 1860 في Prospect Hill Plantation ‏ في الولايات المتحدة، وتوفي في 22 يناير 1929. نشط حزبياً في الحزب الديمقراطي. وقد انتخب عضو مجلس نواب لويزيانا ‏.